# Trapezmetode
Trapezmetoden er en metode indenfor matematikken brugt i numerisk analyse, der beregner en tilnærmelse af det bestemte integral af en vilkårlig funktion y=f(x) i intervallet fra a til b. Metoden virker ved at tage summen af et n antal af trapezers areal placeret under kurven, med intervallet {\displaystyle [a;b]}.

## Formel
{\displaystyle \sum _{i=0}^{n-1}\left({\frac {f({\frac {b-a}{n}}\cdot i+a)+f({\frac {b-a}{n}}\cdot (i+1)+a)}{2}}\cdot {\frac {b-a}{n}}\right)\approx \int _{a}^{b}f(x)\,dx}
Hvor
{\displaystyle f(x)\;} er funktionen
{\displaystyle a\;} er begyndelsesværdien
{\displaystyle b\;} er slutværdien
{\displaystyle n\;} er antallet af trapezer, jo flere desto tættere tilnærmelse